# بقرية إسبانية
بقرية إسبانية  أو فول العربأو تجيح (الاسم العلمي:Vaccaria hispanica) هي نوع من النباتات يتبع جنس البقرية من الفصيلة القرنفلية.

## انظر أيضًا

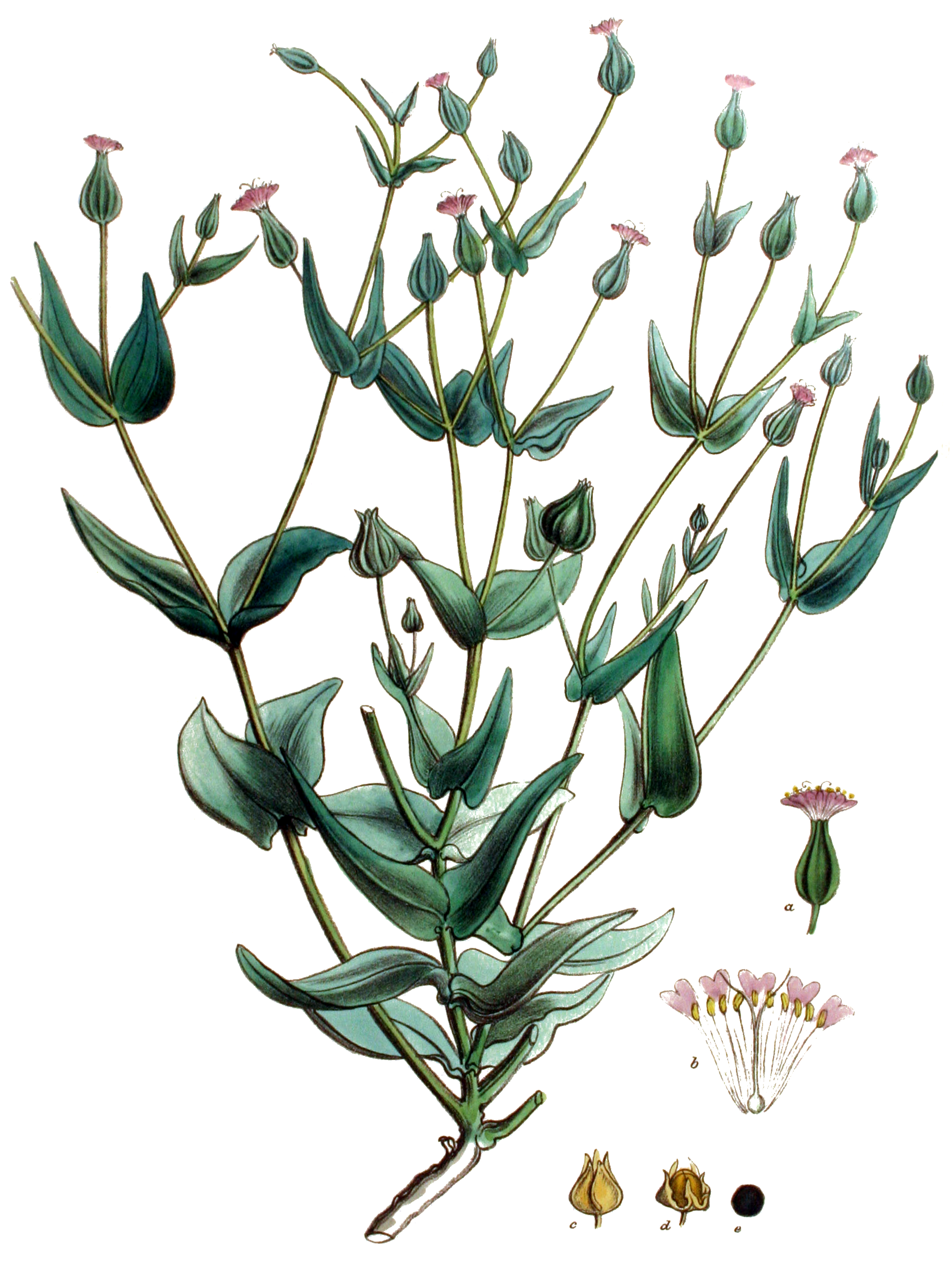